# Хадажка

Хада́жка (Хадыжинка; устар. Тушепс) — река в России, протекает в Апшеронском районе Краснодарского края. Устье реки находится в 182 км по правому берегу реки Пшиш. Исток реки находится на южном склоне горы Лысая, на высоте примерно 690 метров, в Туапсинском районе на самой границе с Апшеронским районом. Длина реки — 22 км. 
В междуречье нижнего течения и реки Пшиш находится город Хадыженск, в среднем течении — хутор Травалёв. Ранее между ними находились также хутора Суздальский и Гуриевский, которые позднее слились, соответственно, с Хадыженском и Травалёвым.
В годы Великой Отечественной войны в окрестностях реки проходили бои в рамках Туапсинской операции (1942 год).
Вдоль реки Хадажка проходит начальная часть туристического маршрута "Хадыженск – Аше" (№29). 

## Данные водного реестра
По данным государственного водного реестра России относится к Кубанскому бассейновому округу, водохозяйственный участок реки — Пшиш, речной подбассейн реки — Подбассейн отсутствует. Речной бассейн реки — Кубань.
По данным геоинформационной системы водохозяйственного районирования территории РФ, подготовленной Федеральным агентством водных ресурсов:
- Код водного объекта в государственном водном реестре — 06020001212108100005188
- Код по гидрологической изученности (ГИ) — 108100518
- Код бассейна — 06.02.00.012
- Номер тома по ГИ — 08
- Выпуск по ГИ — 1